# 2018年冬季残疾人奥林匹克运动会希腊代表团
2018年冬季残疾人奥林匹克运动会希腊代表团是希腊派出的2018年冬季残疾人奥林匹克运动会代表团。未获得奖牌。